# Magny (Eure-et-Loir)
Magny település Franciaországban, Eure-et-Loir megyében. Lakosainak száma 652 fő (2022. január 1.). Magny Bailleau-le-Pin, Marchéville és Ollé községekkel határos.

## Népesség
A település népességének változása:
| Lakosok száma | 366  | 438  | 539  | 625  | 648  | 661  | 653  | 649  | 645  | 652  |
|               | 1968 | 1982 | 1990 | 2006 | 2013 | 2015 | 2017 | 2019 | 2020 | 2022 |